# Moi et Kaminski
Pour plus de détails, voir Fiche technique et Distribution.
Moi et Kaminski (Ich und Kaminski) est un film allemand de Wolfgang Becker, adaptation de la biographie fictive écrite par Daniel Kehlmann. Le film est sorti le 17 septembre 2015 en Allemagne, mais n'est jamais sorti en salle en France. Il a été diffusé sur Arte le vendredi 21 juillet 2017.

## Synopsis
Sebastian Zöllner, jeune critique d'art ambitieux mais dans une situation très précaire, convainc son éditeur de lui financer un voyage pour aller rencontrer Manuel Kaminski, un peintre dont la renommée égalait les plus grands artistes du XXe siècle et qui vit reclus dans les Alpes depuis qu'il est devenu aveugle. Zöllner fait le pari que vu l'âge très avancé de Kaminski, ce dernier n'a forcément plus longtemps encore à vivre. Il a l'ambition d'écrire sa biographie dont la sortie coïnciderait avec le décès de Kaminski, ce qui lui permettrait d'atteindre la gloire et la fortune...

## Fiche technique
Sauf indication contraire, les informations mentionnées dans cette section peuvent être confirmées par la base de données cinématographiques IMDb,  présente dans la section « Liens externes ».
- Titre original : Ich und Kaminski
- Titre français : Moi et Kaminski
- Réalisateur : Wolfgang Becker
- Scénario : Wolfgang Becker, Thomas Wendrich, Achim von Borries d'après le roman Moi et Kaminski de Daniel Kehlmann
- Assistants réalisateur : Arndt Wiegering, Tristan Hume, Tatiana Merizalde Dobles
- Photographie : Jürgen Jürges
- Musique : Lorenz Dangel
- Montage : Peter R. Adam, Christoph Strothjohann
- Décors : Eva Stiebler
- Costumes : Nicole Fischnaller
- Producteurs : Stefan Arndt, Barbara Buhl, Uwe Schott
- Sociétés de production : Velvet Films, X-Filme Creative Pool, Potemkino, Esterházy & Dienst Productions Sprl, BNP Paribas Fortis Film Finance, ARRI Media, Westdeutscher Rundfunk, Arte Deutschland TV GmbH
- Pays de production :  Allemagne
- Langue de tournage : allemand
- Format : Couleur - 1,85:1 - Son Dolby - 35 mm
- Genre : Comédie dramatique, Road movie
- Durée : 124 minutes
- Date de sortie :
  - Allemagne : 17 septembre 2015
  - Hongrie : 21 avril 2016
  - Italie : 29 avril 2017

## Distribution
- Daniel Brühl : Sebastian Zöllner
- Jesper Christensen : Manuel Kaminski
- Amira Casar : Miriam Kaminski
- Geraldine Chaplin : Thérèse  Lessing
- Denis Lavant : Karl-Ludwig
- Bruno Cathomas : Golo Moser
- Jördis Triebel : Elke
- Jan Decleir : Holm
- Karl Markovics : les jumeaux compositeurs
- Viviane de Muynck : Anna
- Milan Peschel (en) : Eugen Manz
- Stefan Kurt : Bogovich
- Josef Hader : le contrôleur du train
- Patrick Bauchau : Professeur Megelbach
- Jacques Herlin : Dominik Silva
- Benjamin de Lajarte : Dominik Silva jeune
- Serge Merlin : Portier
- Peter Kurth : Hochgart
- Andrea Zogg : Docteur Vögeli
- Axel Neumann : Professeur Mehring
- Michael Fuith : le serveur du wagon-restaurant
- Tambet Tuisk : Kaminski jeune
- Dorothea Gebhardt : Thérèse enfant
- Andrew Dallmeyer : Monsieur Clure
- Jo Cameron Brown : Fiona McLure
- Lucie Aron : Jana
- Luzia Braun : présentatrice à la télévision
- Nikolai Makarov : Professeur Komenev
- Anne Morneweg : la vieille dame
- Karin Pfammatter : la propriétaire de l'hôtel
- Jim Adhi Limas : Bodhidharma
- Martin Langenbeck : Vikar
- Anna Amalie Blomeyer : la voyageuse dans le train

## Tournage
Le tournage s'est déroulé du 24 mai 2013 au 29 juillet 2013 à Tschlin en Suisse, à Düsseldorf et à Cologne en Rhénanie-du-Nord-Westphalie, à Bruges en Belgique, ainsi qu'à Paris, à Berlin et à New York.